# Погосян, Карине
Карине Погосян (Kariné Poghosyan) — американская пианистка армянского происхождения.
Родилась в 1980 году в Ереване, дочь художника Размика Геворговича Погосяна, племянница композитора Гукаса Геворговича Погосяна.
Окончила школу искусств № 1, музыкальное училище имени Романа Меликяна и поступила в Ереванскую государственную консерваторию имени Комитаса.
В 1998 году уехала с родителями в США. Представители диаспоры помогли с обустройством на новом месте, и Карине поступила на музыкальный факультет Калифорнийского государственного университета в г. Нортридж.
Получив степень бакалавра (summa cum laude), в 2003 году уехала в Нью-Йорк и продолжила обучение в Манхэттенской школе музыки. Через рекордные два года защитила диплом магистра и докторскую диссертацию на тему произведений Арама Хачатуряна для пианино. Оставлена в школе для преподавательской деятельности. Среди её учеников был Чарли Пут (подготовительное отделение).
В 2004 году, в 23-летнем возрасте, в первый раз выступила соло в Карнеги-холл. Занимала первые места на многочисленных музыкальных конкурсах. Вышло несколько компьютерных дисков с её выступлениями.
Исполняет произведения американских и армянских композиторов, а также Чайковского и Рахманинова.